# Claude-François Attiret
Pour les articles homonymes, voir Attiret.
Claude-François Attiret, né le 14 décembre 1728 à Dole (France) et mort le 15 juillet 1804 dans la même ville, était un sculpteur franc-comtois.

## Biographie
Claude-François Attiret appartient à une dynastie d'artistes dolois particulièrement active au XVIIIe siècle. Cousin du peintre et missionnaire jésuite Jean-Denis Attiret et de l'architecte Antoine-Louis Attiret, il est formé dans l'atelier familial avant d'être l'élève de Jean-Baptiste Pigalle. Il complète sa formation par des séjours à Rome. Il est reçu à l'Académie de Saint-Luc à Paris en 1760 et devient professeur en 1764. Après son mariage, en octobre 1765,  avec Jeanne-Marguerite Mouchet, il s'installe à Paris. Sa femme meurt peu d'années après et il remarie, avec Denise Peit, à Paris, en 1768.  Mais sa carrière est partagée entre la capitale, la Franche-Comté, mais aussi la Bourgogne, où la clientèle aristocrate lui passe de prestigieuses commandes : bas-reliefs du château de Montmusard à Dijon, de Plombières (résidence de l'évêque de Dijon), hôtel de Buffon à Montbard, hôtel d'Hallwyll à Paris, décors de nombreux hôtels particuliers à Dijon, sans compter des commandes publiques significatives (décor de l'arc de triomphe, dit Porte Guillaume, à Dijon, fontaine de  la porte d'Arans à Dole). Il acquiert  une renommée importante après la commande qu'il honore en 1777 et relative à la réalisation d'une série de bustes représentant d'illustres personnalités bourguignonnes des XVIIe et XVIIIe siècles. Son œuvre majeure reste toutefois le buste dit de "La chercheuse d'esprit" (1774), du titre de l'opéra comique de Charles-Simon Favart.
Le musée des beaux-arts de Dole lui a consacré une importante rétrospective en 2005.

## Quelques œuvres
- Annibal en imprécation contre sa destinée
- Buste de philosophe
- Louis XVI, marbre, Dole (détruite pendant la Révolution)
- La Chercheuse d'esprit, terre cuite, Dijon, Musée des beaux-arts de Dijon
- Bénigne Legouz de Gerland, Dijon, Musée des beaux-arts de Dijon
- Les Quatre Saisons, pierre de Tonnerre, Dijon, Musée des beaux-arts de Dijon
- Jacques Daviel, terre cuite, v. 1762, Dijon, Musée des beaux-arts de Dijon
- Jupiter tonnant, Bussy-Le-Grand, Château de Bussy-Rabutin
- Cybèle, Bussy-Le-Grand, Château de Bussy-Rabutin
- Buste de femme, Paris, musée du Louvre
- L'enfant gai, marbre, Paris, musée du Louvre[4].
- L'enfant triste, Paris, musée du Louvre[4].
- La fontaine Attiret ou d'Arans, rue des Arènes à Dole

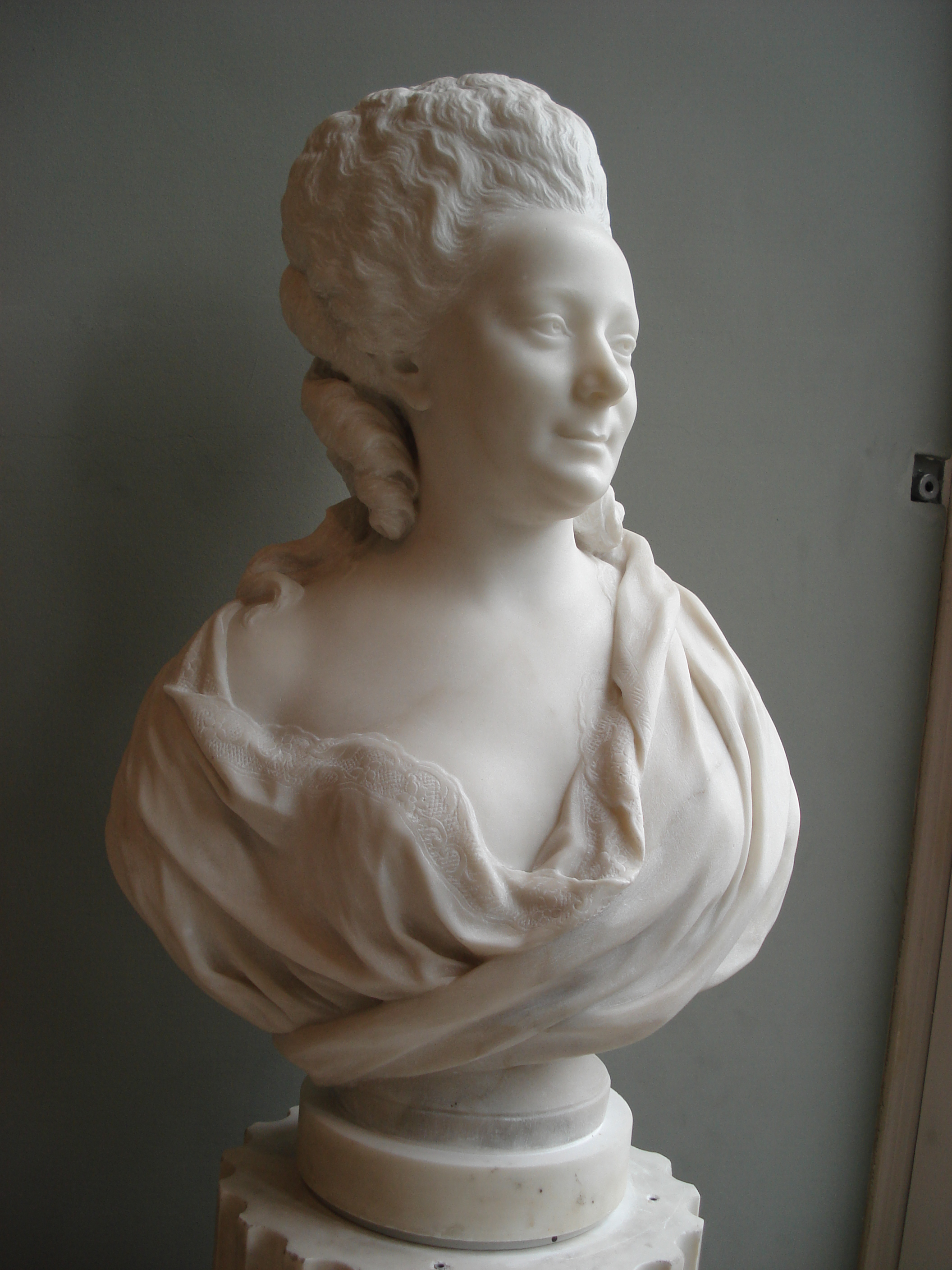
Buste de femme, 1781, musée du Louvre.
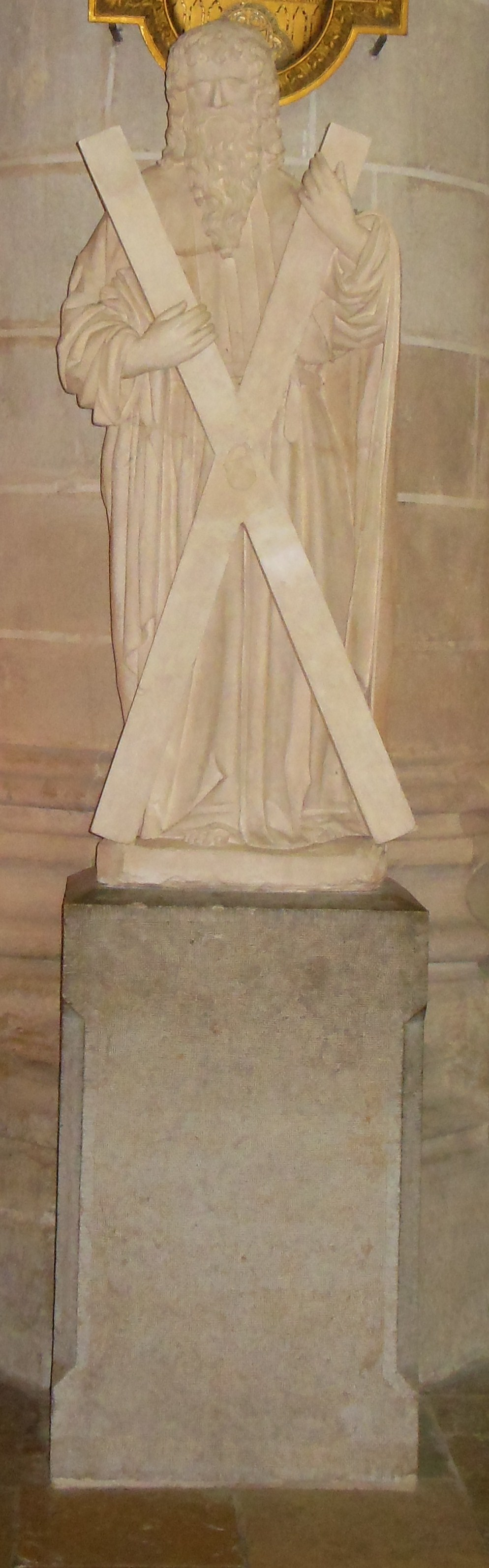
Statue de Saint André,  installée près du chœur et de la sainte-chapelle de la collégiale Notre-Dame de Dole.
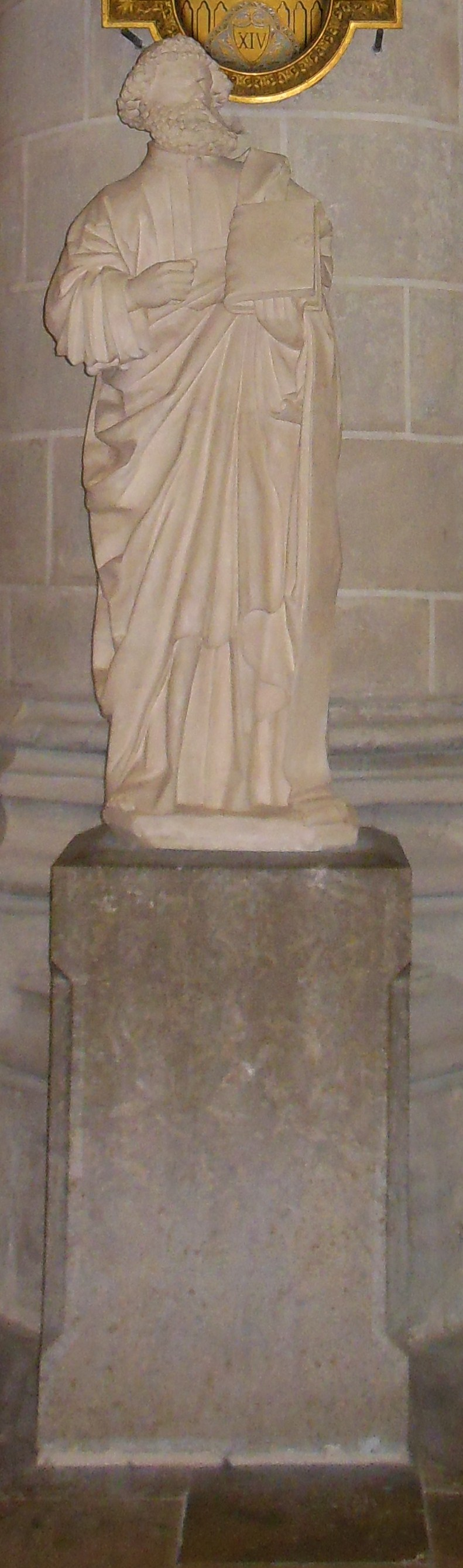
Statue de Saint Jean, installée près du chœur et de la sainte-chapelle de la collégiale Notre-Dame de Dole.
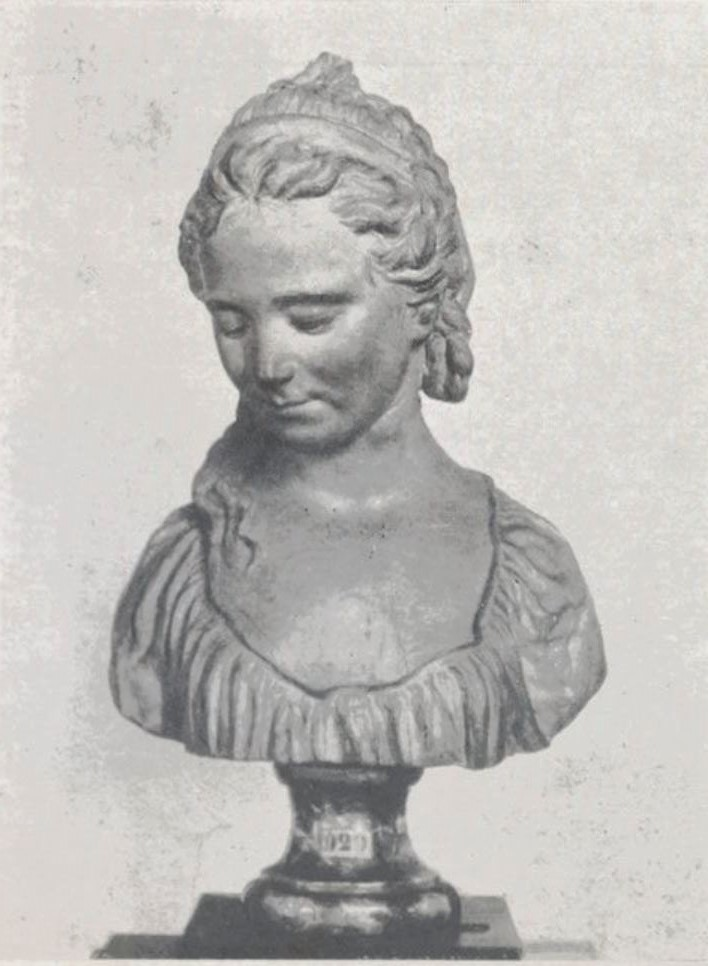
La chercheuse d'esprit, 1774, musée de Dijon.
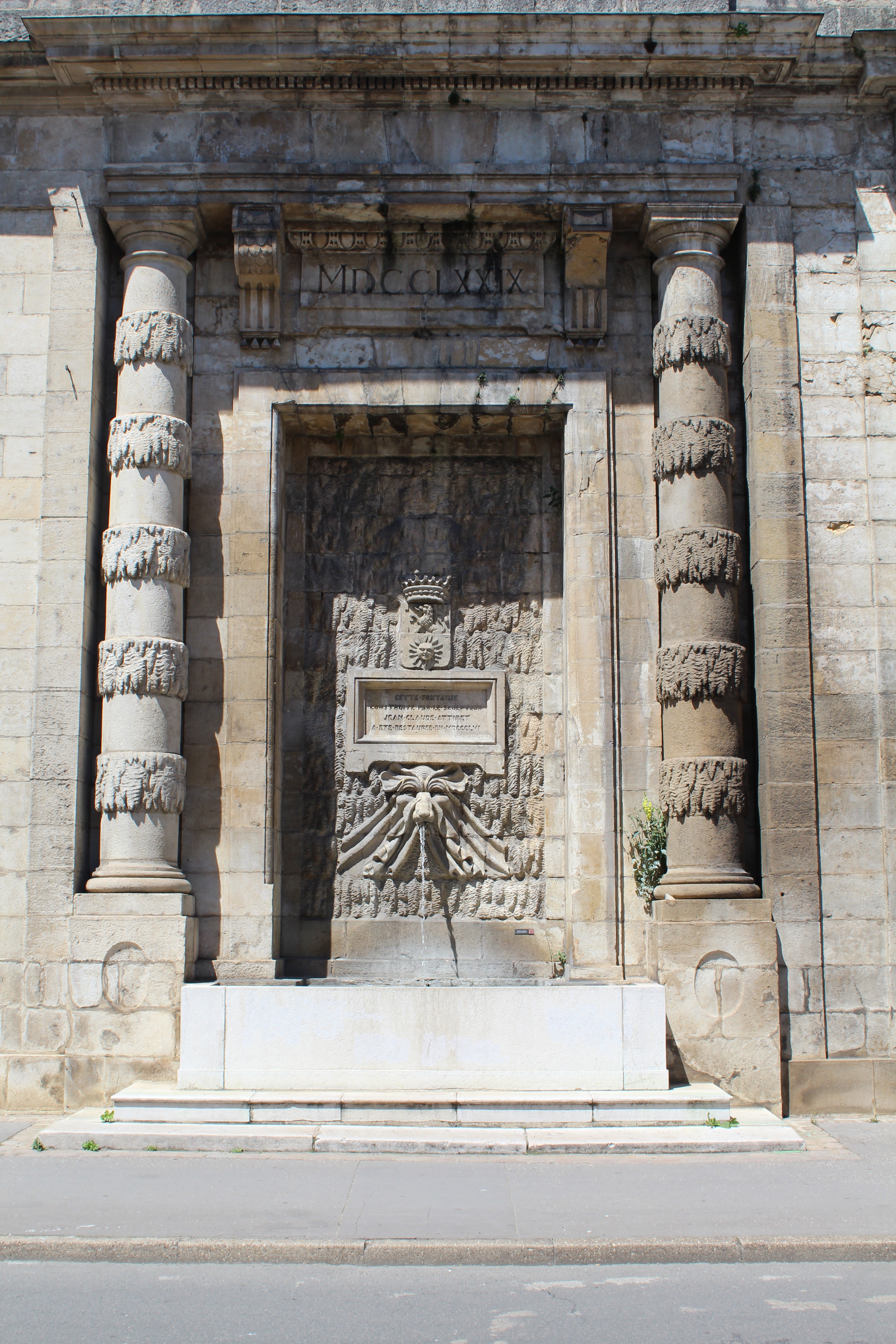
La fontaine Attiret, 1779, Dole.